# Palazzo Talenti (Milano)
Palazzo Talenti è un palazzo storico situato a Milano in via Verdi al civico 6, a fianco del Teatro alla Scala.

## Storia e descrizione
Di origine quattrocentesca (il cortile del portone al numero 6 conserva l'armonioso portico rinascimentale e gli stemmi viscontei. Sono giunti sino a noi dell'edificio originario anche qualche locale interno), il palazzo subì nel 1844 un greve intervento di ristrutturazione, con l'aggiunta di una sovraccarica facciata neoclassica disegnata da Francesco Turconi.
Come ricorda una lapide, nell'edificio abitò talvolta («si rifugiò») anche Giacomo Puccini:
L'edificio si presenta a pianta rettangolare con portico interno a quattro arcate sorretto da colonne in serizzo. Sono presenti arcate minori nel sottarco. Le colonne, in particolare, sono di pregio artistico, con capitelli in pietra verde d'Oira. Teste di guerrieri e altre figure a bassorilievo impreziosiscono, a sinistra, il piedistallo d'ingresso. Queste figure sono state riscolpite nel XIX secolo perché quelle precedenti risalenti al Quattrocento erano deteriorate. Il palazzo possiede un secondo cortile, situato a destra, che è costituito da alcune parti risalenti al Quattrocento e che è impreziosito da una loggia al piano superiore. Un'imponente scala porta al piano nobile del palazzo.